# Кочо Палигора
Кочо Христо Палигора е югославски партизанин и деец на Комунистическата съпротива във Вардарска Македония.

## Биография
Роден е на 23 септември 1923 година в град Битоля. Палигора е влашка фамилия от Маловище. Завършва гимназия в родния си град и започва работа като търговски помощник. Включва се в партизанското движение в Югославия през август 1944 година в редиците на седма македонска ударна бригада. Убит е на 6 септември 1944 година в село Шурленци. Брат му Янко Палигора също е партизанин.